# Ranunculus diminutus
Ranunculus diminutus är en ranunkelväxtart som beskrevs av Barbara Gillian Briggs. Ranunculus diminutus ingår i släktet ranunkler, och familjen ranunkelväxter. Inga underarter finns listade i Catalogue of Life.